# Diecezja Ancud
Diecezja Ancud – jedna z osiemnastu rzymskokatolickich diecezji w Chile, zajmującą całe terytorium prowincji Chiloé i część prowincji Palena w Regionie Los Lagos.
Powstała 1 czerwca 1840 roku i jest sufraganią archidiecezji Puerto Montt. Jej stolicą jest miasto Ancud.

## Parafie
- El Sagrario, (Cathedral) Ancud
- San Antonio, Chacao
- San Ramón, Nal
- Nuestra Señora del Tránsito, Lliuco
- Patrocinio San José, Quemchi
- Santa María de Loreto, Achao
- Apóstol Santiago, Castro
- Sagrado Corazón, Castro
- San Judas, Curaco de Vélez
- Santos Reyes, Chaulinec
- Nuestra Señora del Rosario, Chelín
- Nuestra Señora de Lourdes, Dalcahue
- San Francisco Javier, Mechuque
- Corazón de María, Quilquico
- Natividad de María, Rilán
- Patrocinio San José, Tenaún
- Nuestra Señora de los Dolores, Volgue
- Nuestra Señora del Perpetuo Socorro, Quenac
- San Carlos, Chonchi
- San Pedro Nolasco, Puqueldón
- Nuestra Señora del Tránsito, Queilén
- San Antonio, Quellón
- San Juan Bautista, Rauco
- Nuestra Señora de los Dolores, Chaitén